# Erynnia setibarba
Erynnia setibarba är en tvåvingeart som först beskrevs av Mario Bezzi 1908.  Erynnia setibarba ingår i släktet Erynnia och familjen parasitflugor.
Artens utbredningsområde är Eritrea. Inga underarter finns listade i Catalogue of Life.